# Западная железная дорога (Австрия)
Западная железная дорога (нем. Westbahn) — двухпутная, частично четырёхколейная, электрифицированная железнодорожная ветка в Австрии, которая проходит от Вены до Зальцбурга через Санкт-Пёльтен и Линц. Является одной из основных железнодорожных линий страны. Первоначально, в 1858 году, была открыта как «Железная дорога Императрицы Елизаветы» (Вена — Линц). Линия принадлежит и управляется Австрийскими федеральными железными дорогами (ÖBB).

## Маршруты
Западная железная дорога состоит из двухпутной Старой Западной железной дороги (нем. Alten Westbahn, линия 1) и двухпутной Новой Западной железной дороги (нем. Neuen Westbahn, линия 30). По эксплуатационным причинам Западная железная дорога дополняется пригородной трассой от Вены Хюттельдорф до Унтер Пуркерсдорф (линия 23) и обгонным (запасным) путём от Поттенбрунн через Санкт-Пёльтен до Принцерсдорф (линия 3).

## История
Линия, первоначально связывавшая венский Западный вокзал (нем. Westbahnhof) и Линц, была открыта 15 декабря 1858 года, а затем была продолжена до Зальцбурга (1860). Продолжение пути до Мюнхена было открыто 12 августа 1860 года в присутствии императора Австро-Венгрии Франца Иосифа и короля Баварии Максимилиана II. Линия была построена компанией «K.k. privilegierte Kaiserin Elisabeth-Bahn» под руководством инженера Германа Дитриха Линдхейма. В дополнение к линии Вена-Зальцбург, он также спроектировал и построил железную дорогу Вельс—Пассау (1861) и линию от Санкт-Валентина до Ческе-Будеёвице (1872).
Данная ветка стала результатом договора, заключенного между Баварией и Австрией в 1851 году. Поездка из Вены в Зальцбург первоначально занимала девять часов. За несколько недель до официального открытия Западной дороги императрица Елизавета использовала её, чтобы добраться до Баварии.

### Национализация и обновление
В 1884 году железная дорога была национализирована. Создание второго пути было завершено 14 августа 1902 года. В результате потери Австрией угольных месторождений по результатам Первой мировой войны, было принято решение электрифицировать линию — начиная с запада. Электрификация была завершена в период с 1938 по 1951 год.
Многочисленные усовершенствования на дороге были произведены в период, когда она управлялась компанией «Deutsche Reichsbahn» — во время аннексии Австрии Германией, с 1938 по 1945 год. Были построены и расширены несколько сортировочных станций.
В 1983 году на специальной пресс-конференции министр транспорта Австрии Карл Лаусеккер изложил детальный план развития Западной железной дороги: предполагалось, что строительство начнётся в 1987 году и завершится в 1992. За счёт модернизации ряда участков максимальная скорость движения должна была составить 250 км/ч. В 1994 году первым был открыт тоннель Ситтенберга; в 1995 году был открыт путь до Ламбаха, включая тоннель Калвариенберг.

## Развитие линии
Западная железная дорога, совместно с Южной железной дорогой, являются главными транспортными артериями австрийских железных дорог. В XXI веке, с расширением ЕС, их значение продолжило расти. При этом Западная железная дорога не только осуществляет значительную часть австрийского национального железнодорожного сообщения, но и ряд междугородних перевозок между Веной и европейскими городами: Гамбургом, Дортмундом, Кёльном, Франкфуртом, Мюнхеном и Цюрихом.
Западная железная дорога стала важной частью линии TEN: высокоскоростной магистрали между Парижем и Братиславой, с ответвлением на Будапешт (см. Магистраль для Европы). В долгосрочном плане ожидается, что на этих маршрутах будут осуществляться прямые рейсы на современных высокоскоростных поездах. 9 декабря 2012 года были открыты два новых участка пути, скорость на которых составляет 220—230 км/ч.

## Рекорды
- 18 августа 2004 года поезд Intercity-Express (ICE) на 91-километровом участке между Ибс-ан-дер-Донау и Принцерсдорф достиг скорости в 305 км/ч, что стало новым рекордом для железнодорожного транспорта Австрии.
- 12 июля 2008 года поезд Railjet разогнался до 275 км/ч между Санкт-Валентином и Амштеттеном, тем самым обновив рекорд скорости для австрийского поезда.
- В рамках тестов на Новой Западной железной дороге поезд ICE достиг[когда?]

 скорости в 330 км/ч, побив предыдущий рекорд.